# Балтийский праздник песни и танца
Балтийский праздник песни и танца (латыш. Vispārējie Dziesmu un Deju svētki, лит. Dainų ir šokių šventės, эст. Laulupidu) — национальный праздник Латвии, Литвы и Эстонии. Балтийские праздники песни и танца проводятся каждые пять лет (в Литве каждый четвертый год) и являются торжественным завершением широкого смотра достижений народного хорового искусства, на которое съезжаются самые лучшие хоровые коллективы стран, победившие в региональных конкурсах.
7 ноября 2003 года ЮНЕСКО объявило Балтийский праздник песни и танца шедевром устного и духовного наследия человечества. Жюри, состоящее из 18 экспертов по искусству и культуре, возглавляемое испанским писателем Хуаном Гойтисоло, выбрало из 56 заявок 18 шедевров, которые будут включены ЮНЕСКО в список мирового духовного наследия.

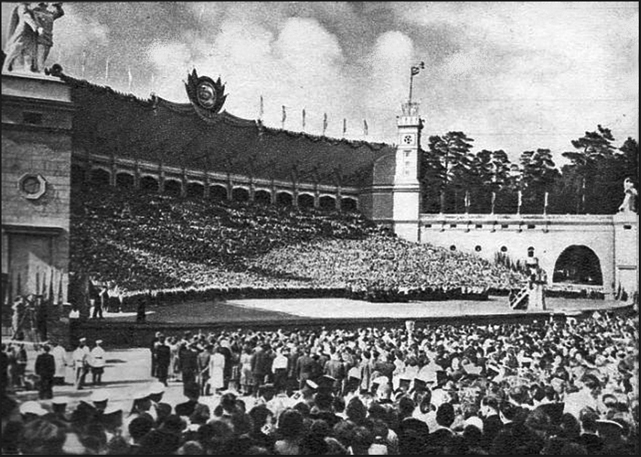
XII Праздник песни.
Большая эстрада, Межапарк, Рига, 1955 год

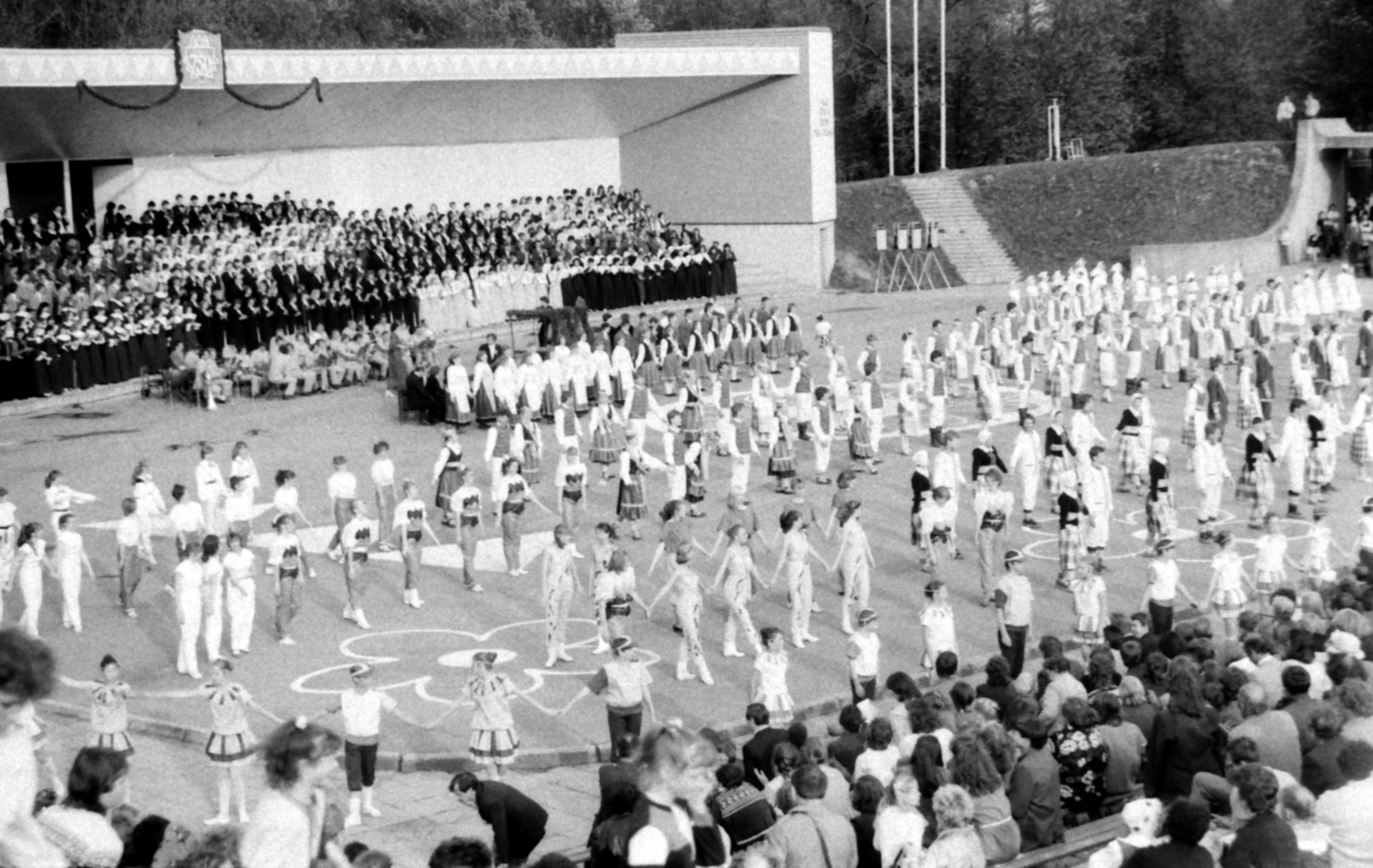
Праздник песни 1986 года в Шяуляе, Литва

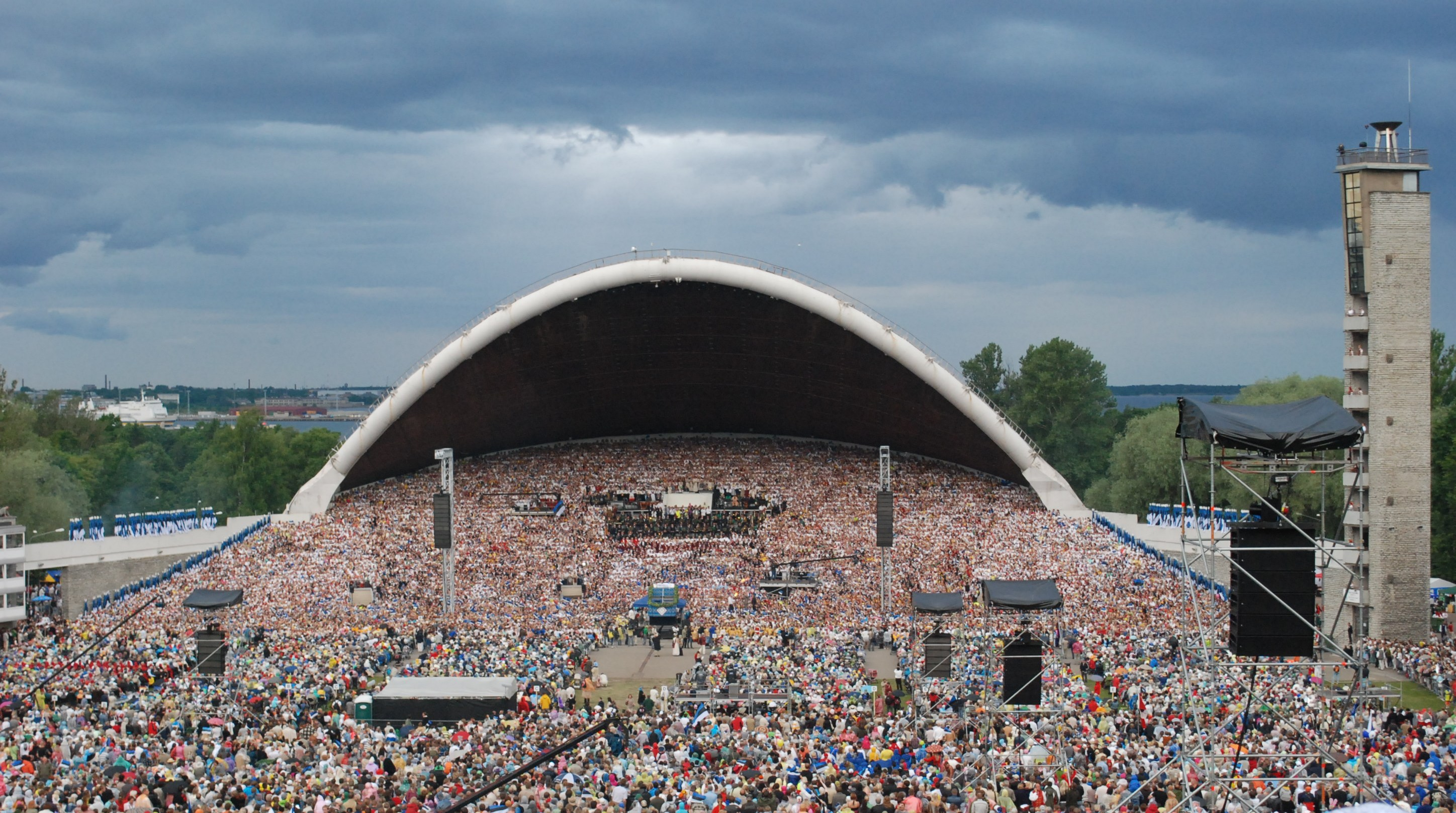
25-й праздник Laulupidu в Эстонии

## Латвия
Праздники песни и танца в Латвии (латыш. Vispārējie Dziesmu un Deju svētki) являются многолетней традицией в общественной и культурной жизни латышского народа, начало которой было положено в 1873 году. Праздник проводился во времена Российской империи, СССР и независимой Латвии.
В дни праздника (более недели) в Риге проходят различные праздничные мероприятия, которые охватывают её улицы, площади и парки. Количество выступающих исчисляется десятками тысяч. Так, в празднике 2018 года приняло участие 43 тысячи участников.
Начиная с 1965 года бессменным главным дирижёром сводного хора являлся Имантс Кокарс (1921—2011).

## Литва
В Литве праздник песни и танца проходит раз в 4 года.

## Эстония
Эстонский праздник песни (эст. Laulupidu) — мероприятие которое проходит в Таллине, раз в пять лет, в июле. Первый праздник прошел в Тарту, летом 1869 года. Одним их первых организаторов был Йохан Вольдемар Яннсен. Последний праздник состоялся в 2023 году.

## Источник
- The Baltic Song and Dance Celebrations unesco, 2003
- Официальный сайт праздника laulupidu